# Krzywe (Lubaczów)
Pour les articles homonymes, voir Krzywe.
Krzywe est une localité polonaise de la gmina de Horyniec-Zdrój, située dans le powiat de Lubaczów en voïvodie des Basses-Carpates.